# Sabine Fiedler

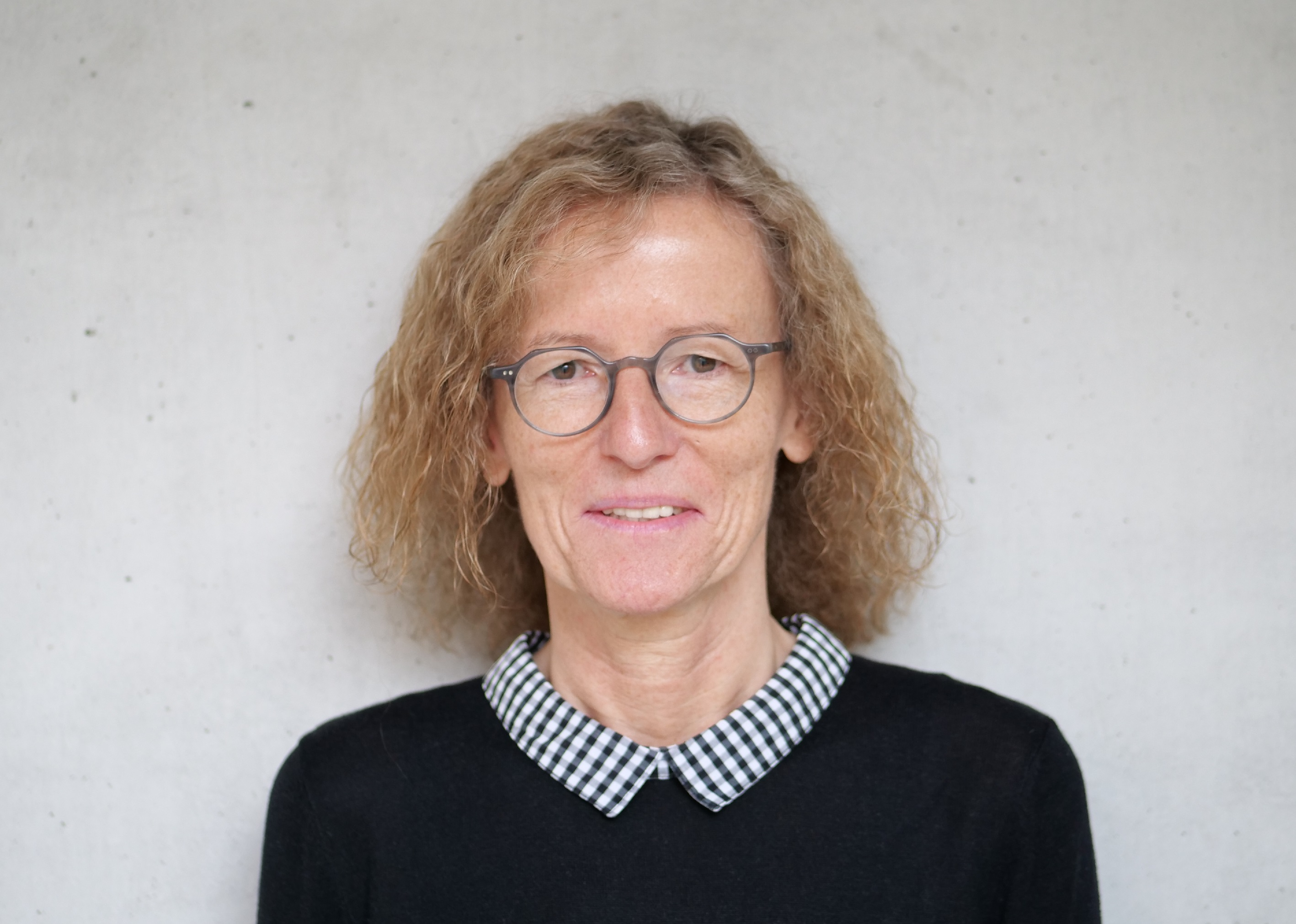

Sabine Fiedler (* 9. Dezember 1957 in Gorndorf) ist eine deutsche Sprachwissenschaftlerin, die an der Universität Leipzig forscht und lehrt.
Sabine Fiedler studierte an der Martin-Luther-Universität Halle-Wittenberg Englisch und Russisch und promovierte in englischer Sprachwissenschaft.  Seit 1992 arbeitet sie an der Universität Leipzig. 1999 habilitierte sie sich in Allgemeiner Sprachwissenschaft (in Interlinguistik).
Zu ihren Forschungsschwerpunkten gehören Phraseologie, Interlinguistik/Esperantologie, Sprachenpolitik und Lingua-franca-Kommunikation. Seit 2011 ist sie Vorsitzende der Gesellschaft für Interlinguistik e. V.
Von 2014 bis 2018 arbeitete sie in dem vom Europäischen Siebten Rahmenprogramm geförderten Forschungsprojekt „Mobility and Inclusion in Multilingual Europe (MIME)“ als Task Leader des Bereichs Lingua Franca. Die Forschungen konzentrierten sich auf die Verwendung des Englischen und Esperanto in verschiedenen Kontexten.

## Werke (Auswahl)
- Fachtextlinguistische Untersuchungen zum Kommunikationsbereich der Pädagogik. Lang, Frankfurt a. M. [u. a.] 1991
- Plansprache und Phraseologie. Empirische Untersuchungen zu reproduziertem Sprachmaterial im Esperanto.  Lang, Frankfurt a. M. [u. a.] 1999
- Esperanta frazeologio. Universala Esperanto Asocio, Rotterdam 2002
- Sprachspiele im Comic. Das Profil der deutschen Comic-Zeitschrift Mosaik. Leipziger Universitätsverlag, Leipzig 2003
- English Phraseology. A Coursebook. Narr, Tübingen 2007
- (mit Ines Busch-Lauer, Hg.) Sprachraum Europa – Alles Englisch oder ...? Frank & Timme, Berlin 2011
- (mit Uwe Quasthoff und Erla Hallsteinsdóttir, Hg.) Frequency Dictionary German (2011), English (2012), Icelandic (2012), French (2013), Hungarian (2013), Esperanto (2014), Bahasa Indonesia (2015), Ukrainian (2016), Russian (2017), Czech (2018), Vietnamese (2018), Georgian (2018), Afrikaans (2019), Zulu (2020), Danish (2021) Leipziger Universitätsverlag, Leipzig
- „Gläserne Decke“ und „Elefant im Raum“ – Phraseologische Anglizismen im Deutschen. Logos, Berlin 2014
- (mit Cyril Robert Brosch, Hg.) Flucht, Exil, Migration. Sprachliche Herausforderungen Leipziger Universitätsverlag, Leipzig 2018
- (mit Cyril Robert Brosch) Der Erasmus-Studienaufenthalt - Europäische Sprachenvielfalt oder Englisch als Lingua Franca? Leipziger Universitätsverlag, Leipzig 2019
- (mit Cyril Robert Brosch) Esperanto - Lingua Franca and Language Community John Benjamins Publishing Company, Amsterdam, Philadelphia 2022 (open access)